# Aesopus subturritus
Aesopus subturritus är en snäckart som först beskrevs av Carpenter 1864.  Aesopus subturritus ingår i släktet Aesopus och familjen Columbellidae. Inga underarter finns listade i Catalogue of Life.